# David MacMillan
David William Cross MacMillan (* 16. března 1968, Bellshill) je skotský chemik. V roce 2021 získal Nobelovu cenu za chemii, spolu s Benjaminem Listem, a to za objev asymetrické organokatalýzy, pro niž vyvinul chirální imidazolidinonové katalyzátory, a která umožnila vývoj léků mnohem šetrnějším způsobem - v ekonomickém i ekologickém smyslu.

## Život
Vyrostl v New Stevenstonu, kde vystudoval střední školu (Bellshill Academy). Bakalářský titul v oboru chemie získal na Glasgowské univerzitě. V roce 1990 odešel z Británie, aby zahájil studium na Kalifornské univerzitě v Irvine. V roce 1996 zde získal titul Ph.D. Poté přijal místo vědeckého pracovníka u profesora Davida Evanse na Harvardově univerzitě. Nezávislou výzkumnou kariéru započal v červenci 1998 na Kalifornské univerzitě v Berkeley. V červnu 2000 nastoupil na katedru chemie na Caltechu. V roce 2004 zde byl jmenován profesorem chemie. Roku 2006 získal profesorský titul i na Princetonské univerzitě. V letech 2010 až 2014 byl zakládajícím šéfredaktorem časopisu Chemical Science.